# Sporobolus curtissii
Sporobolus curtissii là một loài thực vật có hoa trong họ Hòa thảo. Loài này được Small ex Kearney miêu tả khoa học đầu tiên năm 1895.